# Stasimopidae
Stasimopidae zijn een familie van spinnen. De familie telt 1 beschreven geslacht.

## Geslachten
- Stasimopus Simon, 1892